# Christian Buil
Christian Buil, är en fransk astronom.
Minor Planet Center listar honom som C. Buil och som upptäckare av 5 asteroider.
Asteroiden 6820 Buil är uppkallad efter honom.

## Asteroider upptäckta av Christian Buil
| 7718 Desnoux        | 10 mars 1997    |
| 10222 Klotz         | 29 oktober 1997 |
| 12042 Laques        | 17 mars 1997    |
| 19353 Pierrethierry | 10 mars 1997    |
| 85512 Rieugnie      | 29 oktober 1997 |